# Sequoia Crest (Kalifornija)
Sequoia Crest je naseljeno područje za statističke svrhe u američkoj saveznoj državi Kalifornija. Prema popisu stanovništva iz 2010. u njemu je živjelo 10 stanovnika.